# الجحلة (الشعر)

تعديل مصدري - تعديل

الجحلة محلة تابعة لقرية الملحكي، التابعة لعزلة الا ملؤك بمديرية الشعر إحدى مديريات محافظة إب في الجمهورية اليمنية، بلغ تعداد سكانها 20 حسب تعداد اليمن لعام 2004.